# City of Rocks National Reserve
Das City of Rocks National Reserve (City-of-Rocks-Nationalreservat), auch bekannt als Silent City of Rocks (Stille Felsenstadt), ist ein Nationalreservat und State Park der Vereinigten Staaten im Süden des US-Bundesstaats Idaho, etwa drei Kilometer nördlich der Grenze zu Utah. Es ist weithin bekannt für seine enormen Granitfelsen und hervorragende Klettermöglichkeiten.
In den 1840er und 1850er Jahren fuhren Planwagentrecks auf dem California Trail vom Raft River kommend durch das Gebiet und über den Granite Pass nach Nevada. Mit Achsfett geschriebene Botschaften von Auswanderern sind noch immer auf einigen Felsen zu sehen, und stellenweise sind auch noch Furchen von Wagenrädern sichtbar.

## Geschichte

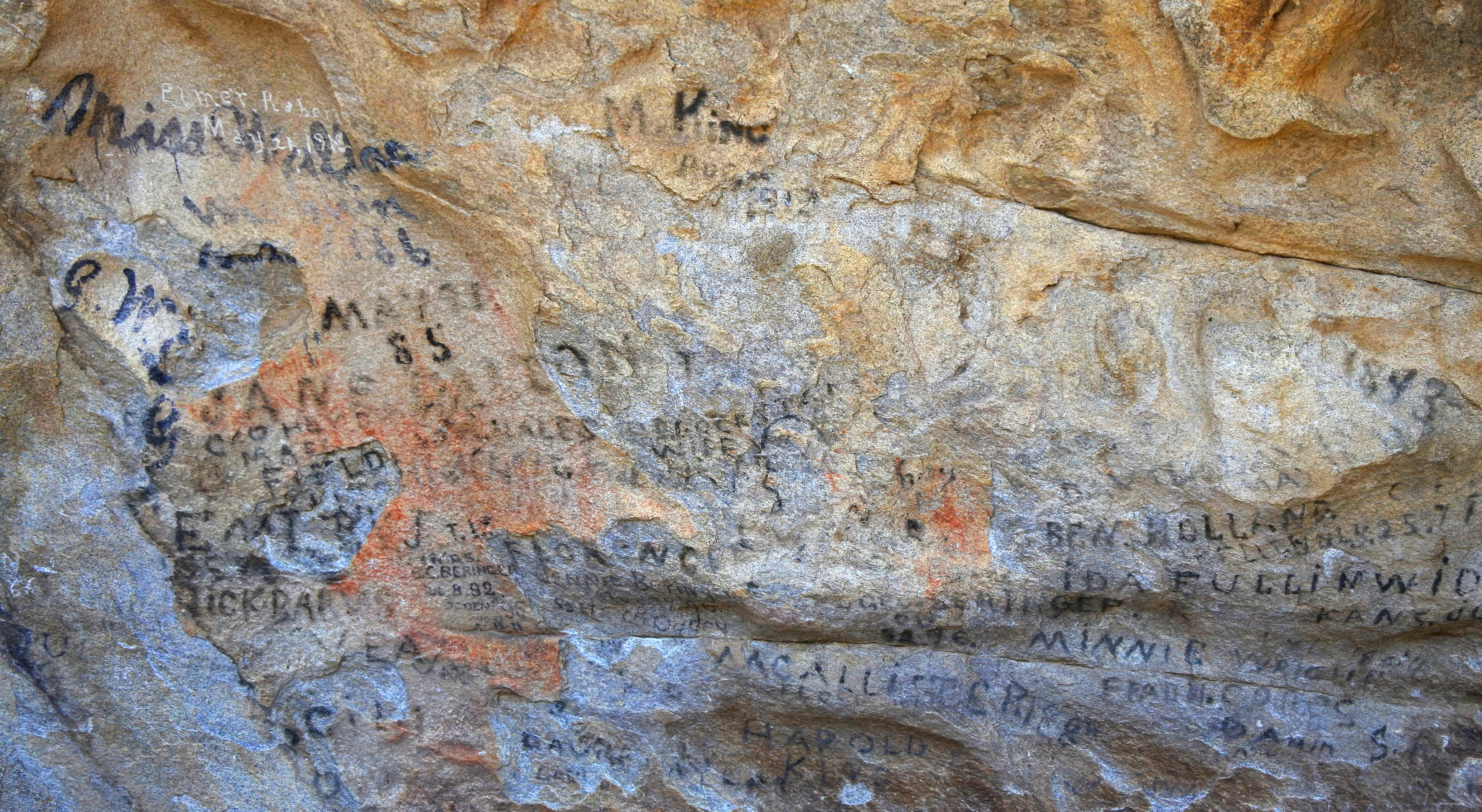
Mit Achsfett aufgetragene Inschriften von Auswanderern, Camp Rock, City of Rocks National Reserve, Idaho

Die Stämme der Shoshone und Bannock jagten Büffel, die einst in der Gegend der City of Rocks umherstreiften, und sammelten die Nüsse der Pinyon-Kiefern. Im Jahr 1826 waren Peter Skene Ogden und seine Brigade von Trappern am Snake River die ersten Weißen, die die Stadt der Felsen erreichten. Da es hier nur wenige Biber gab, wurde das Gebiet zunächst nicht weiter beachtet. Ab 1843 kamen dann im Sommer immer mehr Planwagentrecks auf dem Weg nach Kalifornien durch die Region.

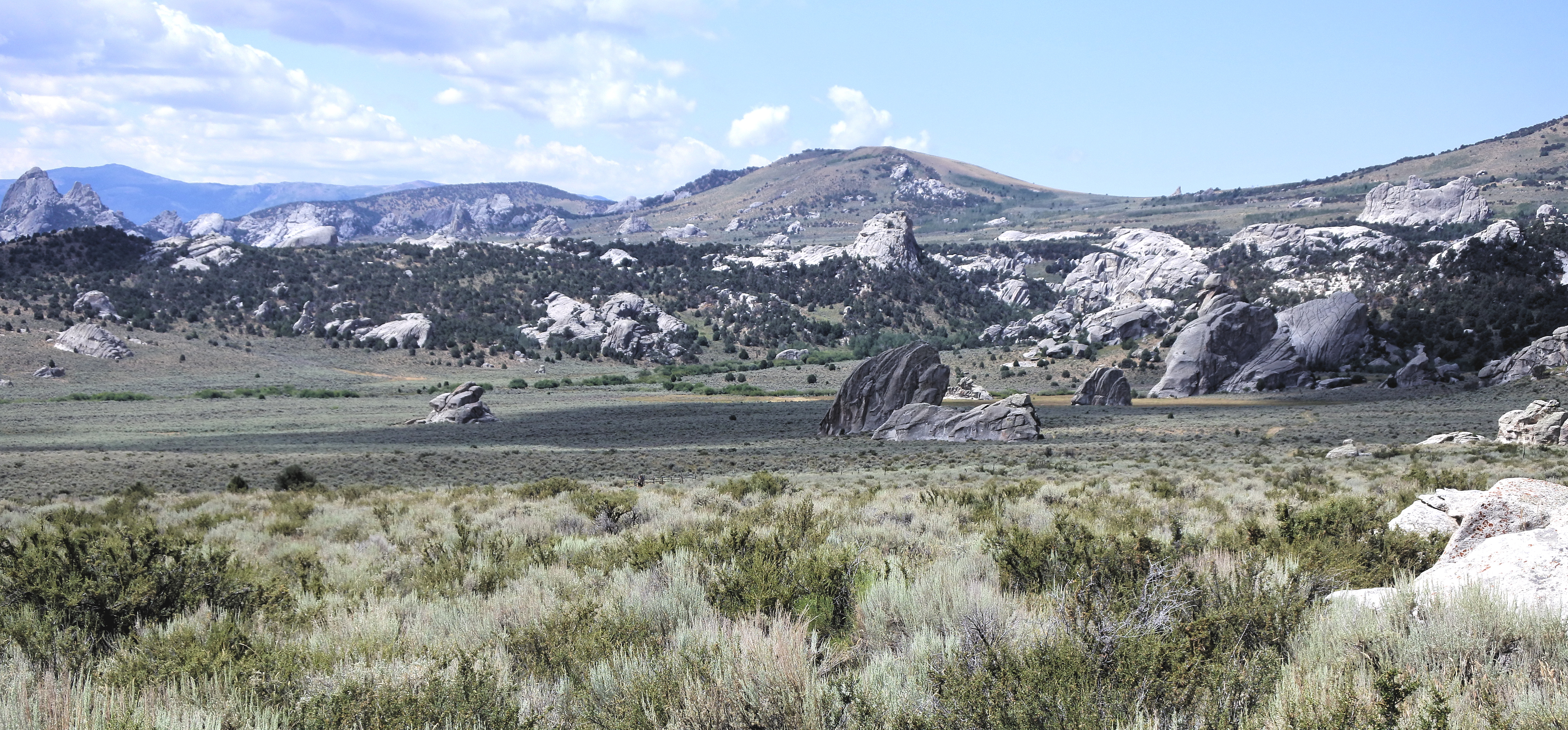
City of Rocks National Reserve, Idaho

Auf der Suche nach einem für Planwagen geeigneten Weg nach Kalifornien entdeckten frühe kalifornische Siedler wie Joseph Chiles und Mountain Men wie Joseph R. Walker die Route den Raft River hinauf, durch die City of Rocks, über den Granite Pass und entlang einer Reihe von Bächen wie Goose Creek und Thousand Springs hinunter zum Humboldt River. Vom Quellgebiet des Humboldt Rivers in der Nähe des heutigen Wells (Nevada) konnten sie dem Humboldt nach Westen folgen und über die Sierra Nevada weiter nach Kalifornien reisen. Sowohl Chiles als auch Walker und später John C. Frémont führten Siedler ab 1843 über diese Route. Spätere Trecks hatten selten Führer, sondern folgten den Spuren der Wagen der frühen Pioniere oder der Wagen vor ihnen. Zeitungen und unabhängige Verlage im Osten oder mittleren Westen veröffentlichten um 1850 oft Auswandererführer, die für wenig Geld gekauft werden konnten. Die City of Rocks und der nahe gelegene Granite Pass markierten etwa die Hälfte des Weges nach Kalifornien. Ab 1846 benutzten auch einige Auswanderer auf dem Weg ins Willamette Valley in Oregon diese Route als Teil des Applegate Trails.
Im Jahr 1848 erkundete Samuel J. Hensley den Salt Lake Cutoff von Salt Lake City an der Westseite des Großen Salzsees entlang. Der Salt Lake Cutoff traf in der Nähe der City of Rocks wieder auf den California Trail. Der Salt Lake Cutoff, Richtung Westen von Fort Bridger über Salt Lake City zur City of Rocks, war in etwa so lang wie die Standardroute des California Trails über Fort Hall. 1852 durchquerten etwa 52.000 Menschen die City of Rocks auf ihrem Weg in die kalifornischen Goldfelder.
Mit der Fertigstellung der ersten transkontinentalen Eisenbahn am 9. Mai 1869 verloren die Planwagenrouten an Bedeutung. Abschnitte wurden jedoch weiterhin zur regionalen Versorgung von Städten genutzt, die nicht direkt an der Eisenbahnstrecke lagen. Eine Postkutschenoute nach Boise führte durch die City of Rocks, mit einem Haltepunkt in der Nähe der Stelle, an der California Trail und Salt Lake Cutoff zusammentrafen. Siedler begannen im späten 19. Jahrhundert, die Gegend nahe der City of Rocks zu besiedeln. In der Region wird hauptsächlich Viehzucht betrieben.
Am 27. Februar 1957 wurde die City of Rocks zum State Park Idahos erklärt. 1964 wurde ein viel größeres Gebiet (mehr als 49 km²) National Historic Landmark, 1974 National Natural Landmark. Die City of Rocks National Reserve wurde am 18. November 1988 gegründet. Alle Ländereien, die den Vereinigten Staaten innerhalb der festgelegten Grenzen gehören, wurden unter die Autorität des National Park Service (NPS) gestellt.